# Wilson Odobert
Wilson Serge Eric Odobert (Meaux, 28 november 2004) is een Frans voetballer die sinds 2024 uitkomt voor Tottenham Hotspur.

## Clubcarrière
Odobert genoot zijn jeugdopleiding bij USF Trilport en Paris Saint-Germain. In het seizoen 2021/22 was hij in de UEFA Youth League goed voor drie goals in zes groepswedstrijden. In de nationale U19-competitie was hij goed voor 19 doelpunten in 28 wedstrijden. Zijn eerste profcontract ondertekende hij echter bij Troyes AC, dat hem in de zomer van 2022 voor drie jaar vastlegde.
Op 7 augustus 2022 maakte hij zijn profdebuut: op de openingsspeeldag van de Ligue 1 liet trainer Bruno Irles hem in de 3-2-nederlaag tegen Montpellier HSC in de slotfase invallen voor Erik Palmer-Brown. Op de derde speeldag kreeg hij tegen Olympique Lyon zijn eerste basisplaats. Odobert groeide uiteindelijk uit tot een vaste waarde bij Troyes, dat dat seizoen voorlaatste eindigde in de Ligue 1. In januari 2023 brak Troyes zijn contract open tot medio 2027.
In augustus 2023 ondertekende Odobert een vijfjarig contract bij de Engels eersteklasser Burnley FC.

## Interlandcarrière
Odobert nam in 2023 met Frankrijk –20 deel aan het WK onder 20 in Argentinië. De flankaanvaller kwam in actie in alle drie de groepswedstrijden van Frankrijk. Op de tweede groepsspeeldag scoorde hij op het uur de gelijkmaker tegen Gambia, dat de Fransen desondanks met 1-2 versloeg.
1 Trafford ·
3 Sambo ·
5 Estève ·
6 Egan-Riley ·
7 Sarmiento ·
8 Brownhill  ·
9 Rodriguez ·
10 Manuel ·
11 Anthony ·
12 Humphreys ·
14 Roberts ·
15 Redmond ·
16 Egan ·
17 Foster ·
18 Ekdal ·
19 Flemming ·
20 Green ·
21 Ramsey ·
23 Pires ·
24 Cullen ·
28 Hannibal ·
29 Laurent ·
30 Koleosho ·
31 Trésor ·
32 Hladky ·
37 Houtondji ·
42 Massengo ·
44 Delcroix ·
Coach: Parker
· Assistent-coach: Jackson
· Assistent-coach: Jensen